# یوکیو کامیمورا
یوکیو کامیمورا (انگلیسی: Yukio Kamimura؛ زادهٔ ۳۰ اوت ۱۹۴۷) بازیکن هاکی روی چمن اهل ژاپن بود. او در مسابقات کشوری و بین‌المللی در مجموع برندهٔ ۱ مدال برنز شده است.